# Cerkiew św. Mikołaja w Zielonej Górze
Cerkiew pod wezwaniem św. Mikołaja – prawosławna cerkiew parafialna w Zielonej Górze. Należy do dekanatu Zielona Góra diecezji wrocławsko-szczecińskiej Polskiego Autokefalicznego Kościoła Prawosławnego.
Świątynia mieści się przy ulicy Partyzantów 6.
Jest to dawna kaplica pomocnicza kościoła ewangelicko-augsburskiego wybudowana w 1927 i zaadaptowana na potrzeby liturgii prawosławnej. Wewnątrz znajduje się XVII-wieczny ikonostas, przywieziony w 1958 z miejscowości Błagodatnoje (Nowe Biskupice) w powiecie grójeckim. 
Pierwsze nabożeństwo w nowej świątyni odprawiono 8 września 1948. Uroczystej konsekracji odremontowanej cerkwi dokonał 5 czerwca 1949 ówczesny wikariusz wrocławski, biskup Michał (Kiedrow). 
W czasie swego funkcjonowania cerkiew była wielokrotnie remontowana. Wymieniono stolarkę okienną, instalację elektryczną oraz pokrycie dachowe. Najbliższy remont, przewidziany na lata 2010–2015, zakłada wykonanie fundamentu pod świątynią, podwyższenie i wzmocnienie murów, postawienie następnej kopuły oraz dobudowanie nad wejściem dzwonnicy.
W 2014 ukończono budowę wieży-dzwonnicy; na jej szczycie umieszczono kopułę z pierwszym z 3 krzyży, jakimi docelowo zostanie zwieńczona świątynia. Osadzenie środkowej, największej kopuły wraz z krzyżem miało miejsce w maju 2014. W latach 2014–2015 wykonano nowy dach świątyni. W maju 2015 osadzono trzecią kopułę z krzyżem – nad prezbiterium. Całość remontu i rozbudowy prawdopodobnie przedłuży się poza rok 2015.